# 2026-os labdarúgó-világbajnokság-selejtező (AFC)
A 2026-os labdarúgó-világbajnokság ázsiai selejtező mérkőzéseit 2023-tól 2025-ig fogják lejátszani. Összesen 47 ázsiai válogatott fog részt venni a selejtezőn. Ázsia 81⁄3 kvótát kapott, ami azt jelenti, hogy 8 csapat automatikusan kijut, 1 pedig interkontinentális pótselejtezőn juthat ki.
A selejtező öt fordulóból áll, amik közül az első kettő a 2027-es Ázsia-kupa selejtezőjeként is működik.

## Formátum
2022. augusztus 1-én az Ázsiai Labdarúgó-szövetség jóváhagyta a selejtezők formátumát a 2026-os labdarúgó-világbajnokságra és egyben a 2027-es Ázsia-kupára. A 48 csapatra bővített tornán legalább 8 ázsiai csapat játszani fog, de ez akár kilenc is lehet az interkontinentális pótselejtezőkön keresztül.
- Első forduló: 22 csapat (26–47. között a ranglistán) oda-visszavágós selejtezőt játszott egymás ellen. A tizenegy győztes továbbjutott a második fordulóba.
- Második forduló: 36 csapatot (1–25. között a ranglistán és az első forduló 11 győztese) kilenc négycsapatos csoportra osztanak, ahol oda-visszavágós formátumban játszanak a résztvevők. A tizennyolc csoportgyőztes és csoportmásodik jut tovább.
- Harmadik forduló: A továbbjutott 18 csapatot három hatcsapatos csoportra osztják, ahol oda-visszavágós formátumban játszanak a résztvevők. Minden csoport első két helyezettje kvalifikál a világbajnokságra. A harmadik és negyedik helyezettek a negyedik fordulóba kerülnek.
- Negyedik forduló: A hat harmadik és negyedik helyezett csapatokat két háromcsapatos csoportra osztják, ahol minden csapat egyszer játszik egymással. A győztesek kijutnak a világbajnokságra.
- Ötödik forduló: A csoportmásodik csapatok az előző fordulóban részt vesznek egy rájátszásban, ami eldönti, hogy melyik csapat fog játszani az interkontinentális pótselejtezőn.

## Rangsor
Mind a 46 ázsiai FIFA-tagország részt vett a selejtezőn, illetve az Északi-Mariana szigetek válogatottja is (az ország nem tagja a FIFA-nak, de az AFC-nek igen). A 2023. júliusi FIFA-ranglistát használták fel a ranglista létrehozásához, ami eldönti, hogy melyik csapatok indulnak az első és a második fordulóban.
| A második fordulóban csatlakozik (1–26.) | A második fordulóban csatlakozik (1–26.) | A második fordulóban csatlakozik (1–26.) | Indul az első fordulóban (27–46.) | Indul az első fordulóban (27–46.) |
| Első kalap | Második kalap | Harmadik kalap | Első kalap | Második kalap |
| --- | --- | --- | --- | --- |
| 1. Japán (20.) 2. Irán (22.) 3. Ausztrália (27.) 4. Dél-Korea (28.) 5. Szaúd-Arábia (54.) 6. Katar (59.) 7. Irak (70.) 8. Egyesült Arab Emírségek (72.) 9. Omán (73.) | 1. Üzbegisztán (74.) 2. Kína (80.) 3. Jordánia (82.) 4. Bahrein (86.) 5. Szíria (94.) 6. Vietnám (95.) 7. Palesztina (96.) 8. Kirgizisztán (97.) 9. India (99.) | 1. Libanon (100.) 2. Tádzsikisztán (110.) 3. Thaiföld (113.) 4. Észak-Korea (115.) 5. Fülöp-szigetek (135.) 6. Malajzia (136.) 7. Kuvait (137.) 8. Türkmenisztán (138.) | 1. Hongkong (149.) 2. Indonézia (150.) 3. Tajvan (153.) 4. Maldív-szigetek (155.) 5. Jemen (156.) 6. Afganisztán (157.) 7. Szingapúr (158.) 8. Mianmar (160.) 9. Nepál (175.) 10. Kambodzsa (176.) | 1. Makaó (182.) 2. Mongólia (183.) 3. Bhután (185.) 4. Laosz (187.) 5. Banglades (189.) 6. Brunei (190.) 7. Kelet-Timor (192.) 8. Pakisztán (201.) 9. Guam (203.) 10. Srí Lanka (204.) |

## Naptár
| Forduló         | Játéknap    | Dátum(ok)          |
| --------------- | ----------- | ------------------ |
| Első forduló    | 1. mérkőzés | 2023. október 12.  |
| Első forduló    | 2. mérkőzés | 2023. október 17.  |
| Második forduló | 1. játéknap | 2023. november 16. |
| Második forduló | 2. játéknap | 2023. november 21. |
| Második forduló | 3. játéknap | 2024. március 21.  |
| Második forduló | 4. játéknap | 2024. március 26.  |
| Második forduló | 5. játéknap | 2024. június 6.    |
| Második forduló | 6. játéknap | 2024. június 11.   |

| Forduló          | Játéknap     | Dátum(ok)            |
| ---------------- | ------------ | -------------------- |
| Harmadik forduló | 1. játéknap  | 2024. szeptember 5.  |
| Harmadik forduló | 2. játéknap  | 2024. szeptember 10. |
| Harmadik forduló | 3. játéknap  | 2024. október 10.    |
| Harmadik forduló | 4. játéknap  | 2024. október 15.    |
| Harmadik forduló | 5. játéknap  | 2024. november 14.   |
| Harmadik forduló | 6. játéknap  | 2024. november 19.   |
| Harmadik forduló | 7. játéknap  | 2025. március 20.    |
| Harmadik forduló | 8. játéknap  | 2025. március 25.    |
| Harmadik forduló | 9. játéknap  | 2025. június 5.      |
| Harmadik forduló | 10. játéknap | 2025. június 10.     |

| Forduló          | Játéknap    | Dátum(ok)      |
| ---------------- | ----------- | -------------- |
| Negyedik forduló | 1. játéknap | 2025. október  |
| Negyedik forduló | 2. játéknap | 2025. október  |
| Negyedik forduló | 3. játéknap | 2025. október  |
| Ötödik forduló   | 1. mérkőzés | 2025. november |
| Ötödik forduló   | 2. mérkőzés | 2025. november |

## Első forduló
| 1. csapat       | Össz.Tooltip Aggregate score | 2. csapat   | 1. mérk. | 2. mérk. |
| --------------- | ---------------------------- | ----------- | -------- | -------- |
| Afganisztán     | 2–0                          | Mongólia    | 1–0      | 1–0      |
| Maldív-szigetek | 2–3                          | Banglades   | 1–1      | 1–2      |
| Szingapúr       | 3–1                          | Guam        | 2–1      | 1–0      |
| Jemen           | 4–1                          | Srí Lanka   | 3–0      | 1–1      |
| Mianmar         | 5–1                          | Makaó       | 5–1      | 0–0      |
| Kambodzsa       | 0–1                          | Pakisztán   | 0–0      | 0–1      |
| Tajvan          | 7–0                          | Kelet-Timor | 4–0      | 3–0      |
| Indonézia       | 12–0                         | Brunei      | 6–0      | 6–0      |
| Hongkong        | 4–2                          | Bhután      | 4–0      | 0–2      |
| Nepál           | 2–1                          | Laosz       | 1–1      | 1–0      |

## Második forduló
A csoport
| Hely. | Csapat      | M | Gy | D | V | G+ | G– | Gk  | P  | Továbbjutás                                             |  | Katar | Kuvait | India | Afganisztán |
| ----- | ----------- | - | -- | - | - | -- | -- | --- | -- | ------------------------------------------------------- |  | ----- | ------ | ----- | ----------- |
| 1.    | Katar       | 6 | 5  | 1 | 0 | 18 | 3  | +15 | 16 | Továbbjutott a 3. fordulóba és kijutott az Ázsia-kupára |  | —     | 3–0    | 2–1   | 8–1         |
| 2.    | Kuvait      | 6 | 2  | 1 | 3 | 6  | 6  | 0   | 7  | Továbbjutott a 3. fordulóba és kijutott az Ázsia-kupára |  | 1–2   | —      | 0–1   | 1–0         |
| 3.    | India       | 6 | 1  | 2 | 3 | 3  | 7  | −4  | 5  | Továbbjutott a Ázsia-kupa selejtezőjének 3. fordulójába |  | 0–3   | 0–0    | —     | 1–2         |
| 4.    | Afganisztán | 6 | 1  | 2 | 3 | 3  | 14 | −11 | 5  | Továbbjutott a Ázsia-kupa selejtezőjének 3. fordulójába |  | 0–0   | 0–4    | 0–0   | —           |

B csoport
| Hely. | Csapat      | M | Gy | D | V | G+ | G– | Gk  | P  | Továbbjutás                                             |  | Japán | Észak-Korea | Szíria | Mianmar |
| ----- | ----------- | - | -- | - | - | -- | -- | --- | -- | ------------------------------------------------------- |  | ----- | ----------- | ------ | ------- |
| 1.    | Japán       | 6 | 6  | 0 | 0 | 24 | 0  | +24 | 18 | Továbbjutott a 3. fordulóba és kijutott az Ázsia-kupára |  | —     | 1–0         | 5–0    | 5–0     |
| 2.    | Észak-Korea | 6 | 3  | 0 | 3 | 11 | 7  | +4  | 9  | Továbbjutott a 3. fordulóba és kijutott az Ázsia-kupára |  | 0–3   | —           | 1–0    | 4–1     |
| 3.    | Szíria      | 6 | 2  | 1 | 3 | 9  | 12 | −3  | 7  | Továbbjutott a Ázsia-kupa selejtezőjének 3. fordulójába |  | 0–5   | 1–0         | —      | 7–0     |
| 4.    | Mianmar     | 6 | 0  | 1 | 5 | 3  | 28 | −25 | 1  | Továbbjutott a Ázsia-kupa selejtezőjének 3. fordulójába |  | 0–5   | 1–6         | 1–1    | —       |

C csoport
| Hely. | Csapat    | M | Gy | D | V | G+ | G– | Gk  | P  | Továbbjutás                                             |  | Dél-Korea | Kína | Thaiföld | Szingapúr |
| ----- | --------- | - | -- | - | - | -- | -- | --- | -- | ------------------------------------------------------- |  | --------- | ---- | -------- | --------- |
| 1.    | Dél-Korea | 6 | 5  | 1 | 0 | 20 | 1  | +19 | 16 | Továbbjutott a 3. fordulóba és kijutott az Ázsia-kupára |  | —         | 1–0  | 1–1      | 5–0       |
| 2.    | Kína      | 6 | 2  | 2 | 2 | 9  | 9  | 0   | 8  | Továbbjutott a 3. fordulóba és kijutott az Ázsia-kupára |  | 0–3       | —    | 1–1      | 4–1       |
| 3.    | Thaiföld  | 6 | 2  | 2 | 2 | 9  | 9  | 0   | 8  | Továbbjutott a Ázsia-kupa selejtezőjének 3. fordulójába |  | 0–3       | 1–2  | —        | 3–1       |
| 4.    | Szingapúr | 6 | 0  | 1 | 5 | 5  | 24 | −19 | 1  | Továbbjutott a Ázsia-kupa selejtezőjének 3. fordulójába |  | 0–7       | 2–2  | 1–3      | —         |

1. 1 2  Egymás elleni pontszám: Kína 4, Thaiföld 1.

D csoport
| Hely. | Csapat       | M | Gy | D | V | G+ | G– | Gk  | P  | Továbbjutás                                             |  | Omán | Kirgizisztán | Malajzia | Kínai Köztársaság |
| ----- | ------------ | - | -- | - | - | -- | -- | --- | -- | ------------------------------------------------------- |  | ---- | ------------ | -------- | ----------------- |
| 1.    | Omán         | 6 | 4  | 1 | 1 | 11 | 2  | +9  | 13 | Továbbjutott a 3. fordulóba és kijutott az Ázsia-kupára |  | —    | 1–1          | 2–0      | 3–0               |
| 2.    | Kirgizisztán | 6 | 3  | 2 | 1 | 13 | 7  | +6  | 11 | Továbbjutott a 3. fordulóba és kijutott az Ázsia-kupára |  | 1–0  | —            | 1–1      | 5–1               |
| 3.    | Malajzia     | 6 | 3  | 1 | 2 | 9  | 9  | 0   | 10 | Továbbjutott a Ázsia-kupa selejtezőjének 3. fordulójába |  | 0–2  | 4–3          | —        | 3–1               |
| 4.    | Tajvan       | 6 | 0  | 0 | 6 | 2  | 17 | −15 | 0  | Továbbjutott a Ázsia-kupa selejtezőjének 3. fordulójába |  | 0–3  | 0–2          | 0–1      | —                 |

E csoport
| Hely. | Csapat        | M | Gy | D | V | G+ | G– | Gk  | P  | Továbbjutás                                             |  | Irán | Üzbegisztán | Türkmenisztán | Hongkong |
| ----- | ------------- | - | -- | - | - | -- | -- | --- | -- | ------------------------------------------------------- |  | ---- | ----------- | ------------- | -------- |
| 1.    | Irán          | 6 | 4  | 2 | 0 | 16 | 4  | +12 | 14 | Továbbjutott a 3. fordulóba és kijutott az Ázsia-kupára |  | —    | 0–0         | 5–0           | 4–0      |
| 2.    | Üzbegisztán   | 6 | 4  | 2 | 0 | 13 | 4  | +9  | 14 | Továbbjutott a 3. fordulóba és kijutott az Ázsia-kupára |  | 2–2  | —           | 3–1           | 3–0      |
| 3.    | Türkmenisztán | 6 | 0  | 2 | 4 | 4  | 14 | −10 | 2  | Továbbjutott a Ázsia-kupa selejtezőjének 3. fordulójába |  | 0–1  | 1–3         | —             | 0–0      |
| 4.    | Hongkong      | 6 | 0  | 2 | 4 | 4  | 15 | −11 | 2  | Továbbjutott a Ázsia-kupa selejtezőjének 3. fordulójába |  | 2–4  | 0–2         | 2–2           | —        |

F csoport
| Hely. | Csapat         | M | Gy | D | V | G+ | G– | Gk  | P  | Továbbjutás                                             |  | Irak | Indonézia | Vietnám | Fülöp-szigetek |
| ----- | -------------- | - | -- | - | - | -- | -- | --- | -- | ------------------------------------------------------- |  | ---- | --------- | ------- | -------------- |
| 1.    | Irak           | 6 | 6  | 0 | 0 | 17 | 2  | +15 | 18 | Továbbjutott a 3. fordulóba és kijutott az Ázsia-kupára |  | —    | 5–1       | 3–1     | 1–0            |
| 2.    | Indonézia      | 6 | 3  | 1 | 2 | 8  | 8  | 0   | 10 | Továbbjutott a 3. fordulóba és kijutott az Ázsia-kupára |  | 0–2  | —         | 1–0     | 2–0            |
| 3.    | Vietnám        | 6 | 2  | 0 | 4 | 6  | 10 | −4  | 6  | Továbbjutott a Ázsia-kupa selejtezőjének 3. fordulójába |  | 0–1  | 0–3       | —       | 3–2            |
| 4.    | Fülöp-szigetek | 6 | 0  | 1 | 5 | 3  | 14 | −11 | 1  | Továbbjutott a Ázsia-kupa selejtezőjének 3. fordulójába |  | 0–5  | 1–1       | 0–2     | —              |

G csoport
| Hely. | Csapat        | M | Gy | D | V | G+ | G– | Gk  | P  | Továbbjutás                                             |  | Jordánia | Szaúd-Arábia | Tádzsikisztán | Pakisztán |
| ----- | ------------- | - | -- | - | - | -- | -- | --- | -- | ------------------------------------------------------- |  | -------- | ------------ | ------------- | --------- |
| 1.    | Jordánia      | 6 | 4  | 1 | 1 | 16 | 4  | +12 | 13 | Továbbjutott a 3. fordulóba és kijutott az Ázsia-kupára |  | —        | 0–2          | 3–0           | 7–0       |
| 2.    | Szaúd-Arábia  | 6 | 4  | 1 | 1 | 12 | 3  | +9  | 13 | Továbbjutott a 3. fordulóba és kijutott az Ázsia-kupára |  | 1–2      | —            | 1–0           | 4–0       |
| 3.    | Tádzsikisztán | 6 | 2  | 2 | 2 | 11 | 7  | +4  | 8  | Továbbjutott a Ázsia-kupa selejtezőjének 3. fordulójába |  | 1–1      | 1–1          | —             | 3–0       |
| 4.    | Pakisztán     | 6 | 0  | 0 | 6 | 1  | 26 | −25 | 0  | Továbbjutott a Ázsia-kupa selejtezőjének 3. fordulójába |  | 0–3      | 0–3          | 1–6           | —         |

1. ↑  Szaúd-Arábia a 2027-es Ázsia-kupa rendezőjeként már résztvevője a tornának.

H csoport
| Hely. | Csapat                  | M | Gy | D | V | G+ | G– | Gk  | P  | Továbbjutás                                             |  | Egyesült Arab Emírségek | Bahrein | Jemen | Nepál |
| ----- | ----------------------- | - | -- | - | - | -- | -- | --- | -- | ------------------------------------------------------- |  | ----------------------- | ------- | ----- | ----- |
| 1.    | Egyesült Arab Emírségek | 6 | 5  | 1 | 0 | 16 | 2  | +14 | 16 | Továbbjutott a 3. fordulóba és kijutott az Ázsia-kupára |  | —                       | 1–1     | 2–1   | 4–0   |
| 2.    | Bahrein                 | 6 | 3  | 2 | 1 | 11 | 3  | +8  | 11 | Továbbjutott a 3. fordulóba és kijutott az Ázsia-kupára |  | 0–2                     | —       | 0–0   | 3–0   |
| 3.    | Jemen                   | 6 | 1  | 2 | 3 | 5  | 9  | −4  | 5  | Továbbjutott a Ázsia-kupa selejtezőjének 3. fordulójába |  | 0–3                     | 0–2     | —     | 2–2   |
| 4.    | Nepál                   | 6 | 0  | 1 | 5 | 2  | 20 | −18 | 1  | Továbbjutott a Ázsia-kupa selejtezőjének 3. fordulójába |  | 0–2                     | 0–5     | 0–4   | —     |

I csoport
| Hely. | Csapat     | M | Gy | D | V | G+ | G– | Gk  | P  | Továbbjutás                                             |  | Ausztrália (ország) | Palesztina | Libanon | Banglades |
| ----- | ---------- | - | -- | - | - | -- | -- | --- | -- | ------------------------------------------------------- |  | ------------------- | ---------- | ------- | --------- |
| 1.    | Ausztrália | 6 | 6  | 0 | 0 | 22 | 0  | +22 | 18 | Továbbjutott a 3. fordulóba és kijutott az Ázsia-kupára |  | —                   | 5–0        | 2–0     | 7–0       |
| 2.    | Palesztina | 6 | 2  | 2 | 2 | 6  | 6  | 0   | 8  | Továbbjutott a 3. fordulóba és kijutott az Ázsia-kupára |  | 0–1                 | —          | 0–0     | 5–0       |
| 3.    | Libanon    | 6 | 1  | 3 | 2 | 5  | 8  | −3  | 6  | Továbbjutott a Ázsia-kupa selejtezőjének 3. fordulójába |  | 0–5                 | 0–0        | —       | 4–0       |
| 4.    | Banglades  | 6 | 0  | 1 | 5 | 1  | 20 | −19 | 1  | Továbbjutott a Ázsia-kupa selejtezőjének 3. fordulójába |  | 0–2                 | 0–1        | 1–1     | —         |

## Harmadik forduló
A csoport
| Hely. | Csapat                  | M | Gy | D | V | G+ | G– | Gk | P | Továbbjutás                                |          | Irán     | Katar     | Üzbegisztán | Egyesült Arab Emírségek | Kirgizisztán | Észak-Korea |
| ----- | ----------------------- | - | -- | - | - | -- | -- | -- | - | ------------------------------------------ | -------- | -------- | --------- | ----------- | ----------------------- | ------------ | ----------- |
| 1.    | Irán                    | 0 | 0  | 0 | 0 | 0  | 0  | 0  | 0 | Kijut a 2026-os labdarúgó-világbajnokságra |          | —        | 4–1       | márc. 25.   | márc. 20.               | 1–0          | jún. 10.    |
| 2.    | Katar                   | 0 | 0  | 0 | 0 | 0  | 0  | 0  | 0 | Kijut a 2026-os labdarúgó-világbajnokságra |          | jún. 5.  | —         | nov. 14.    | 1–3                     | 3–1          | márc. 20.   |
| 3.    | Üzbegisztán             | 0 | 0  | 0 | 0 | 0  | 0  | 0  | 0 | Továbbjut a 4. fordulóba                   |          | 0–0      | jún. 10.  | —           | 1–0                     | márc. 20.    | 1–0         |
| 4.    | Egyesült Arab Emírségek | 0 | 0  | 0 | 0 | 0  | 0  | 0  | 0 | Továbbjut a 4. fordulóba                   |          | 0–1      | nov. 19.  | jún. 5.     | —                       | nov. 14.     | 1–1         |
| 5.    | Kirgizisztán            | 0 | 0  | 0 | 0 | 0  | 0  | 0  | 0 |                                            |          | nov. 19. | márc. 25. | 2–3         | jún. 10.                | —            | 1–0         |
| 6.    | Észak-Korea             | 0 | 0  | 0 | 0 | 0  | 0  | 0  | 0 |                                            | nov. 14. | 2–2      | nov. 19.  | márc. 25.   | jún. 5.                 | —            |             |

B csoport
| Hely. | Csapat     | M | Gy | D | V | G+ | G– | Gk | P  | Továbbjutás                                |     | Dél-Korea | Irak     | Jordánia  | Omán      | Kuvait    | Palesztina |
| ----- | ---------- | - | -- | - | - | -- | -- | -- | -- | ------------------------------------------ | --- | --------- | -------- | --------- | --------- | --------- | ---------- |
| 1.    | Dél-Korea  | 6 | 4  | 2 | 0 | 12 | 5  | +7 | 14 | Kijut a 2026-os labdarúgó-világbajnokságra |     | —         | 3–2      | márc. 25. | márc. 20. | jún. 10.  | 0–0        |
| 2.    | Irak       | 6 | 3  | 2 | 1 | 5  | 3  | +2 | 11 | Kijut a 2026-os labdarúgó-világbajnokságra |     | jún. 5.   | —        | 0–0       | 1–0       | márc. 20. | 1–0        |
| 3.    | Jordánia   | 6 | 2  | 3 | 1 | 9  | 5  | +4 | 9  | Továbbjut a 4. fordulóba                   |     | 0–2       | jún. 10. | —         | 4–0       | 1–1       | márc. 20.  |
| 4.    | Omán       | 6 | 2  | 0 | 4 | 6  | 9  | −3 | 6  | Továbbjut a 4. fordulóba                   |     | 1–3       | 0–1      | jún. 5.   | —         | 4–0       | 1–0        |
| 5.    | Kuvait     | 6 | 0  | 4 | 2 | 5  | 11 | −6 | 4  |                                            |     | 1–3       | 0–0      | 1–1       | márc. 25. | —         | jún. 5.    |
| 6.    | Palesztina | 6 | 0  | 3 | 3 | 4  | 8  | −4 | 3  |                                            | 1–1 | márc. 25. | 1–3      | jún. 10.  | 2–2       | —         |            |

C csoport
| Hely. | Csapat       | M | Gy | D | V | G+ | G– | Gk  | P  | Továbbjutás                                |     | Japán     | Ausztrália (ország) | Indonézia | Szaúd-Arábia | Bahrein   | Kína      |
| ----- | ------------ | - | -- | - | - | -- | -- | --- | -- | ------------------------------------------ | --- | --------- | ------------------- | --------- | ------------ | --------- | --------- |
| 1.    | Japán        | 6 | 5  | 1 | 0 | 22 | 2  | +20 | 16 | Kijut a 2026-os labdarúgó-világbajnokságra |     | —         | 1–1                 | jún. 10.  | márc. 25.    | márc. 20. | 7–0       |
| 2.    | Ausztrália   | 6 | 1  | 4 | 1 | 6  | 5  | +1  | 7  | Kijut a 2026-os labdarúgó-világbajnokságra |     | jún. 5.   | —                   | márc. 20. | 0–0          | 0–1       | 3–1       |
| 3.    | Indonézia    | 6 | 1  | 3 | 2 | 6  | 9  | −3  | 6  | Továbbjut a 4. fordulóba                   |     | 0–4       | 0–0                 | —         | 2–0          | márc. 25. | jún. 5.   |
| 4.    | Szaúd-Arábia | 6 | 1  | 3 | 2 | 3  | 6  | −3  | 6  | Továbbjut a 4. fordulóba                   |     | 0–2       | jún. 10.            | 1–1       | —            | 0–0       | márc. 20. |
| 5.    | Bahrein      | 6 | 1  | 3 | 2 | 5  | 10 | −5  | 6  |                                            |     | 0–5       | 2–2                 | 2–2       | jún. 5.      | —         | 0–1       |
| 6.    | Kína         | 6 | 2  | 0 | 4 | 6  | 16 | −10 | 6  |                                            | 1–3 | márc. 25. | 2–1                 | 1–2       | jún. 10.     | —         |           |

## Ötödik forduló
| 1. csapat | Össz. | 2. csapat | 1. mérk.  | 2. mérk.  |
| --------- | ----- | --------- | --------- | --------- |
|           | –     |           | ’25. nov. | ’25. nov. |

## Góllövőlista
| Helyezés | Játékos          | Gólok száma |
| -------- | ---------------- | ----------- |
| 1        | Almaz Ali        | 7           |
| 1        | Szon Hungmin     | 7           |
| 3        | Múszí et-Tamarí  | 5           |
| 3        | Mehdi Táremi     | 5           |
| 3        | Ueda Ajasze      | 5           |
| 3        | Vu Lej           | 5           |
| 7        | Szardár Ázmun    | 4           |
| 7        | Száleh es-Sehrí  | 4           |
| 7        | Csong Ilgvan     | 4           |
| 7        | Ramadhan Sananta | 4           |